# الحزب الشيوعي الأمريكي
الحزب الشيوعي الأمريكي (بالإنجليزية: (CPU) Communist Party USA)‏، هو حزب شيوعي سياسي في الولايات المتحدة، يعتبر أكبر حزب شيوعي في الولايات المتحدة، تأسس في سنة 1919. كان لهذا الحزب دور في الحركة العمالية الأمريكية في ثلاثينيات القرن الماضي. في سنة 1919 ضم الحزب أكثر من 50 ألف عضو من اللاسلطويين واليساريين الراديكاليين وكان أكثر انتشارًا من الحزب الاشتراكي الأمريكي والذي كان يضم 40 ألف عضو، لكن أعداد الشيوعيين تناقصت مع بدأ دعايات الخوف الأحمر والمكارثية بعد نهاية الحرب العالمية الثانية وقد حُظِرَ بعدها الحزب من الانتخابات لأنه يقف ضد الديمقراطية والليبرالية.

## خلفية تاريخية
في النصف الأول من القرن العشرين، كان الحزب الشيوعي الأمريكي مؤثرًا في عدة صراعات بخصوص الحقوق الديمقراطية. لعب الحزب دورًا بارزًا في الحركة العمالية من عشرينيات القرن العشرين حتى أربعينيات القرن ذاته، وكان له يد في تأسيس معظم الاتحادات العمالية الأولى في البلاد (والتي استخدمت لاحقًا قانون مكاران للأمن الداخلي لطرد أعضائها الشيوعيين) وكان معروفًا بمعارضته للتمييز العنصري وقتاله من أجل الدمج في أماكن العمل خلال صعود فترة جيم كرو للفصل العنصري. استنتجت المؤرخة إيلين شريكر أن عقودًا من المنح الحديثة منحت صورةً أكثر دقة للحزب بصفته ذا عقيدة ستالينية مرتبطًا بنظام وحشي والمنظمة الأكثر ديناميكية في اليسار الأمريكي خلال ثلاثينيات وأربعينيات القرن العشرين. كان الحزب الشيوعي الأمريكي أيضًا أول حزب سياسي يضم كل الأعراق في الولايات المتحدة.
بحلول أغسطس 1919، بعد شهور قليلة من تأسيسه، انضم إلى الحزب الشيوعي الأمريكي 50 إلى 60 ألف عضو. من بين أولئك الأعضاء أناركيون ويساريون راديكاليون. في ذلك الوقت، انخفض عدد أعضاء الحزب الاشتراكي الأمريكي، الأقدم عمرًا والأكثر حداثةً في الفكر، والذي كان يعاني من ملاحقات قضائية حول جرائم بسبب موقفه المناهض من الحرب العالمية الأولى، إلى أربعين ألف عضو. نُظمت أقسام نظام العمال الدولي للحزب الشيوعي عن الحرية حول خطوط اللغويات والأخلاق، ووفرت مساعدة متبادلة والأشنطة الثقافة المصممة خصيصًا لعضوية نظام العمل الدولي الذي وصل في ذروته إلى 200 ألف عضو. أضعفت الانقسامات اللاحقة داخل الحزب من موقفه.
خلال الكساد العظيم، أصيب كثير من الأمريكيين بخيبة أمل من الرأسمالية ووجد بعضهم في الأيدولوجية الشيوعية شيئًا جذابًا. جُذب البعض الآخر بالنشاطية الظاهرة للشيوعيين نيابةً عن العديد من القضايا الاقتصادية والاجتماعية، بما في ذلك حقوق الأمريكيين من أصل أفريقي والعمال والعاطلون عن العمل. لعب الحزب الشيوعي دورًا هامًا في إعادة إحياء العمل المنظم خلال ثلاثينيات القرن العشرين. بقي الآخرون، القلقين من صعود الكتائب في إسبانيا والنازيين في ألمانيا، معجبين بمعارضة الاتحاد السوفييتي المبكرة والقوية للفاشية. تضخم عدد أعضاء الحزب من 7500 في بداية العقد إلى 55 ألف بحلول نهايته.
احتشد أعضاء الحزب أيضًا للدفاع عن الجمهورية الإسبانية خلال هذه الفترة بعد تحرك انتفاضة عسكرية قومية لإسقاطها، ما أدى إلى الحرب الأهلية الإسبانية (1936-1939). جمع الحزب الشيوعي للاتحاد السوفيتي، مع اليساريين في جميع أنحاء العالم، أموالًا للإغاثة الطبية بينما شق العديد من أعضائه طريقهم إلى إسبانيا بمساعدة الحزب للانضمام إلى لواء لينكولن، أحد الألوية الدولية.
لم يدم العمل المبكر للحزب الشيوعي ونجاحاته التنظيمية. مع تقدم العقود، أضعفت الآثار المشتركة للثورة الحمراء الثانية، المكارثية، والخطاب السري لنيكيتا خروتشوف عام 1956 الذي شجب العقود السابقة لحكم جوزيف ستالين ومآزق عقلية الحرب الباردة المستمرة، البنية الداخلية للحزب وثقته. جعلت عضوية الحزب في الأممية الشيوعية وتمسكه الوثيق بالمواقف السياسية للاتحاد السوفياتي الحزب يبدو لمعظم الأمريكيين ليس فقط كيانًا محليًا مهددًا ومخربًا، ولكن أيضًا كعامل أجنبي غريب بشكل أساسي عن طريقة الحياة الأمريكية. اجتمعت الأزمات الداخلية والخارجية معًا، لدرجة أن الأعضاء الذين لم ينتهي بهم المطاف في السجن بسبب أنشطة الحزب عمدوا إلى الاختفاء بهدوء من صفوفه أو إلى تبني مواقف سياسية أكثر اعتدالًا تُخالف خط الحزب. بحلول عام 1957، تضاءلت العضوية إلى أقل من 10 آلاف عضو، منهم نحو 1500 مخبر لمكتب التحقيقات الفدرالي. حُظر الحزب أيضًا بموجب قانون السيطرة الشيوعية لعام 1954، والذي ما يزال ساريًا رغم عدم تطبيقه بصورة حقيقة.
حاول الحزب التعافي بمعارضته لحرب فيتنام خلال حركة الحقوق المدنية في الستينيات، لكن دعمه المستمر غير الناقد لاتحاد السوفياتي المضطرب والعسكري بشكل متزايد عزله عن بقية اليسار في الولايات المتحدة، الذي اعتبر هذا الدور الداعم غير صالح وخطير. في الوقت نفسه، فشلت التركيبة السكانية لعضوية الحزب القديمة ودعوات التعايش السلمي في فتح جسور الحديث مع اليسار الجديد في الولايات المتحدة.
مع صعود ميخائيل غورباتشوف وجهوده لتغيير النظام الاقتصادي والسياسي السوفياتي جذريًا منذ منتصف الثمانينيات، أصبح الحزب الشيوعي بعيدًا عن قيادة الاتحاد السوفييتي نفسه. في عام 1989، قطع الحزب الشيوعي السوفييتي تمويلًا كبيرًا للحزب الشيوعي الأمريكي بسبب معارضته للجلاسنوست والبريسترويكا. مع حل الاتحاد السوفيتي في عام 1991، عقد الحزب مؤتمره وحاول حل مسألة ما إذا كان يجب على الحزب رفض الماركسية اللينينية. أعادت الأغلبية التأكيد على النظرة الماركسية البحتة للحزب، ما دفع فصيل الأقلية الذي حث الاشتراكيين الديمقراطيين على الخروج من الحزب الذي تراجعت شعبيته. منذ ذلك الحين تبنى الحزب الماركسية اللينينية ضمن برنامجه. في عام 2014، أعلنت المسودة الجديدة لدستور الحزب: «نحن نطبق النظرة العلمية التي طورها ماركس وإنجلز ولينين وآخرون في سياق تاريخنا وثقافتنا وتقاليدنا الأمريكية».
يقع مقر الحزب الشيوعي في مدينة نيويورك. من عام 1922 إلى عام 1988، نشر الحزب صحيفة مورغن فرايهايت، وهي صحيفة يومية مكتوبة باللغة اليديشية. لعقود، كانت جريدة ويست كوست هي المقابل لصحيفة ذا بيبولز وورلد وجريدة إيست كوست المقابل لجريدة ذا دايلي وورلد. دمجت الصحيفتان عام 1986 في مجلة بيبول ويكلي وورلد. منذ ذلك الحين، أصبحت هذه الصحيفة منشورًا على الإنترنت فقط يُطلق عليه بيبول وورلد. تُنشر المجلة النظرية السابقة للحزب بعنوان الشؤون السياسية الآن حصريًا عبر الإنترنت، لكن الحزب لا يزال يحتفظ بالناشرين الدوليين كدار النشر الخاصة به. في يونيو 2014، عقد الحزب مؤتمره الوطني الثلاثين في شيكاغو.

## الأيديولوجية

### البرنامج التأسيسي
وفقًا لدستور الحزب المعتمد في المؤتمر الوطني الثلاثين في عام 2014، يعمل الحزب الشيوعي على مبدأ المركزية الديمقراطية، وأعلى سلطة له هي المؤتمر الوطني الذي يجرى كل أربع سنوات. حدد القسم 3 من المادة السادسة من دستور عام 2001 بعض المواقف باعتبارها غير قابلة للتفاوض:
«النضال من أجل وحدة الطبقة العاملة، وضد جميع أشكال القمع القومي، والشوفينية الوطنية، والتمييز والعزل، وضد جميع الأيديولوجيات والممارسات العنصرية، وضد جميع مظاهر تفوق الذكور والتمييز ضد المرأة، وضد رهاب المثلية وجميع مظاهر التمييز ضد المثليين والمثليات ومزدوجي الميل الجنسي والمتحولين جنسيًا».
من بين النقاط في البرنامج الفوري للحزب الحد الأدنى للأجور 15 دولار في الساعة لجميع العمال، والرعاية الصحية الشاملة الوطنية ومعارضة خصخصة الضمان الاجتماعي. التدابير الاقتصادية مثل زيادة الضرائب على الأغنياء والشركات والتنظيم القوي للصناعة المالية والتنظيم والملكية العامة للمرافق وزيادة المساعدة الفيدرالية للمدن والولايات؛ معارضة حرب العراق والتدخلات العسكرية الأخرى؛ معارضة معاهدات التجارة الحرة مثل اتفاقية التجارة الحرة لأمريكا الشمالية؛ نزع السلاح النووي وخفض الميزانية العسكرية؛ مختلف أحكام الحقوق المدنية؛ إصلاح تمويل الحملات بما في ذلك التمويل العام للحملات؛ وإصلاح قانون الانتخابات، بما في ذلك التصويت على جولة الإعادة الفورية.